# 1989 BC
1989 BC är en asteroid i huvudbältet som upptäcktes den 29 januari 1989 av de båda japanska astronomerna Seiji Ueda och Hiroshi Kaneda i Kushiro.
Asteroiden har en diameter på ungefär 14 kilometer.